# Чибисы (деревня)
Чибисы — деревня в Свердловском районе Орловской области. Входит в состав Яковлевского сельского поселения.

## География
Деревня находится на берегу реки Бич, на расстоянии 4 км к северо-западу от посёлка городского типа Змиёвка, административного центра района, и 35 км к юго-востоку от города Орёл, административного центра области. 

### Часовой пояс
Деревня Чибисы, как и вся Орловская область, находится в часовой зоне МСК (московское время). Смещение применяемого времени относительно UTC составляет +3:00.

## Население
| 2010 |
| ---- |
| 47   |

## Улицы
- ул. Береговая,
- ул. Железнодорожная,
- ул. Луговая.